# Arctia punctifera
Arctia punctifera là một loài bướm đêm thuộc phân họ Arctiinae, họ Erebidae.